# Nadabius ameles
Nadabius ameles är en mångfotingart som beskrevs av Chamberlin 1944. Nadabius ameles ingår i släktet Nadabius och familjen stenkrypare. Inga underarter finns listade i Catalogue of Life.